# Marienkapelle Eichstegen
Koordinaten: 47° 56′ 18,5″ N, 9° 29′ 44,6″ O

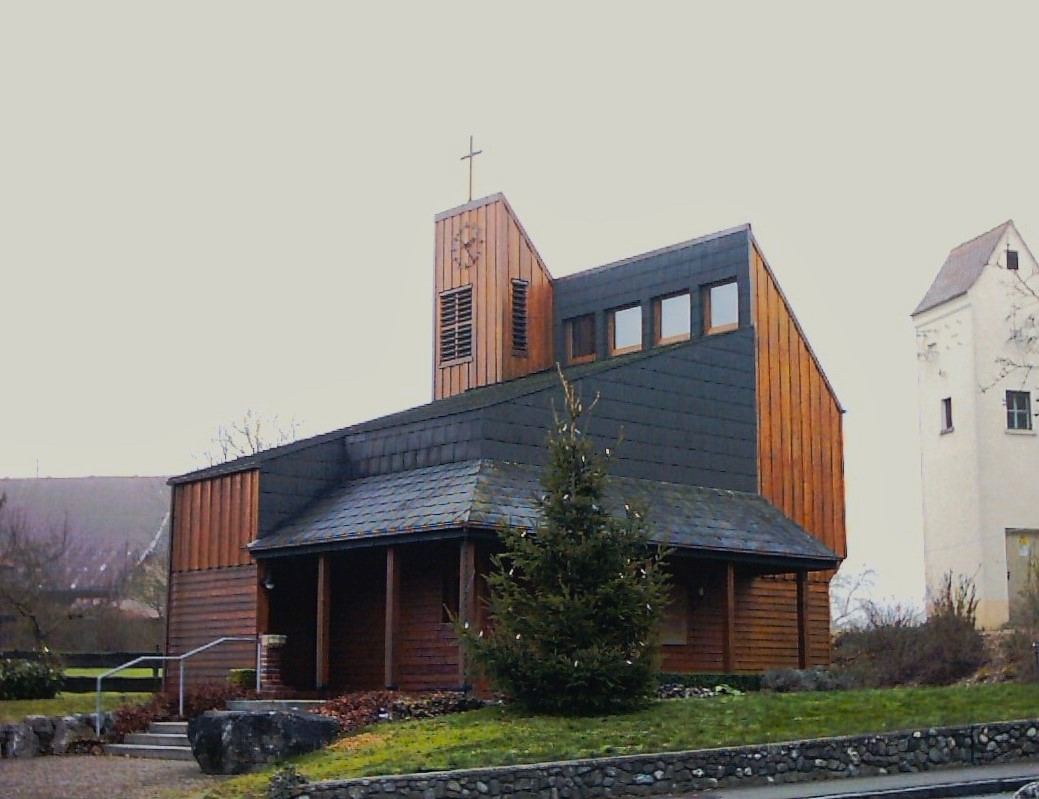
Marienkapelle

Die römisch-katholische Marienkapelle in Eichstegen bei Altshausen (Baden-Württemberg) wurde 1972 aus Kostengründen als reine Holzkirche erbaut. Diese Andachtsstätte bildet zusammen mit Rathaus und Dorfgemeinschaftshaus den Ortsmittelpunkt von Eichstegen.

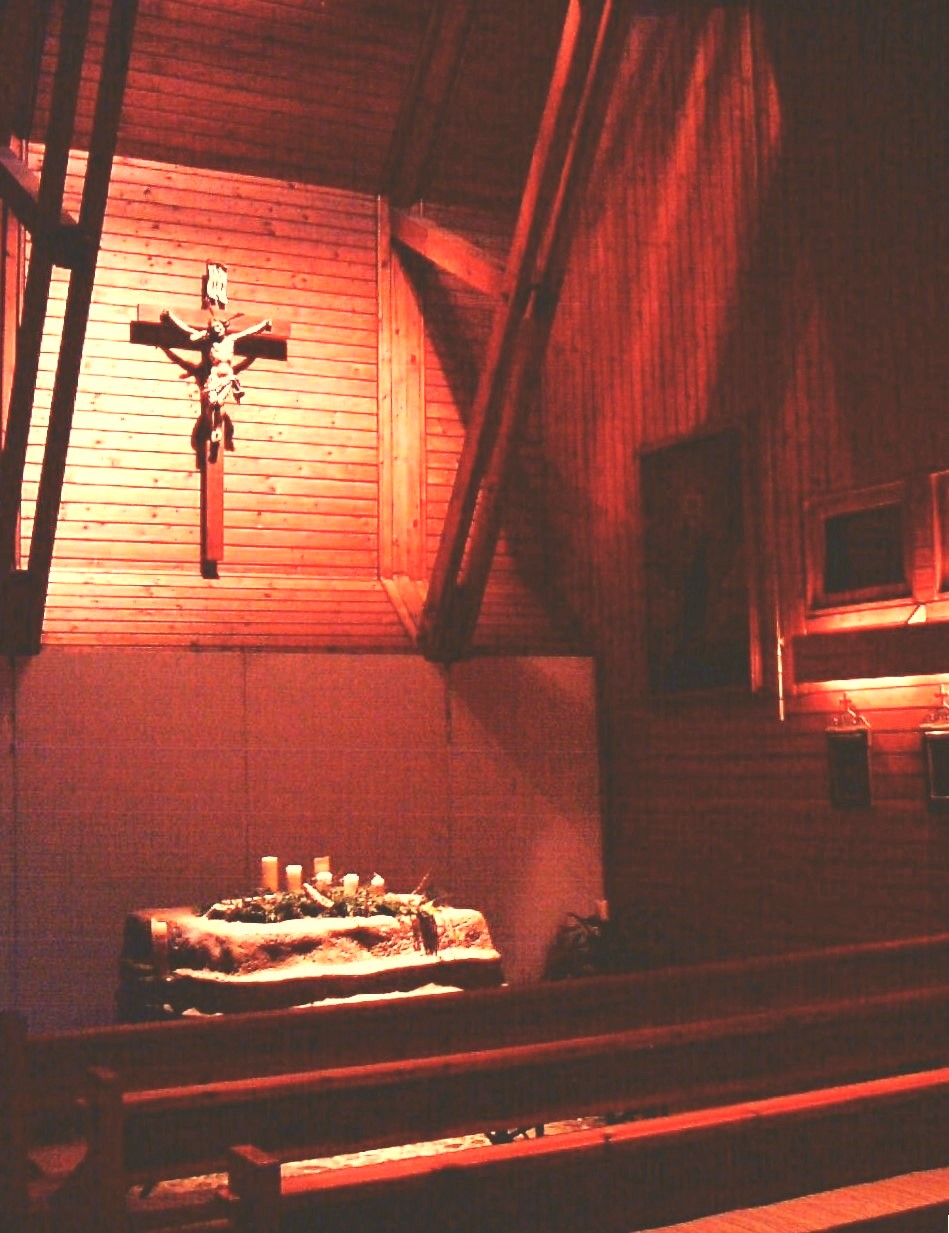
Innenansicht

## Baugeschichte
Die ursprüngliche Kapelle in Eichstegen aus dem 17. Jahrhundert war renovierungsbedürftig und musste wegen Straßenerneuerungen abgebrochen werden. Eine neue Kapelle wurde 1972 an etwas anderer Stelle von Architekt Dieter Rädle aus Ravensburg erbaut. Die Kapelle gehört der Gemeinde Eichstegen und wird von der Kapellengemeinschaft Eichstegen unterhalten.

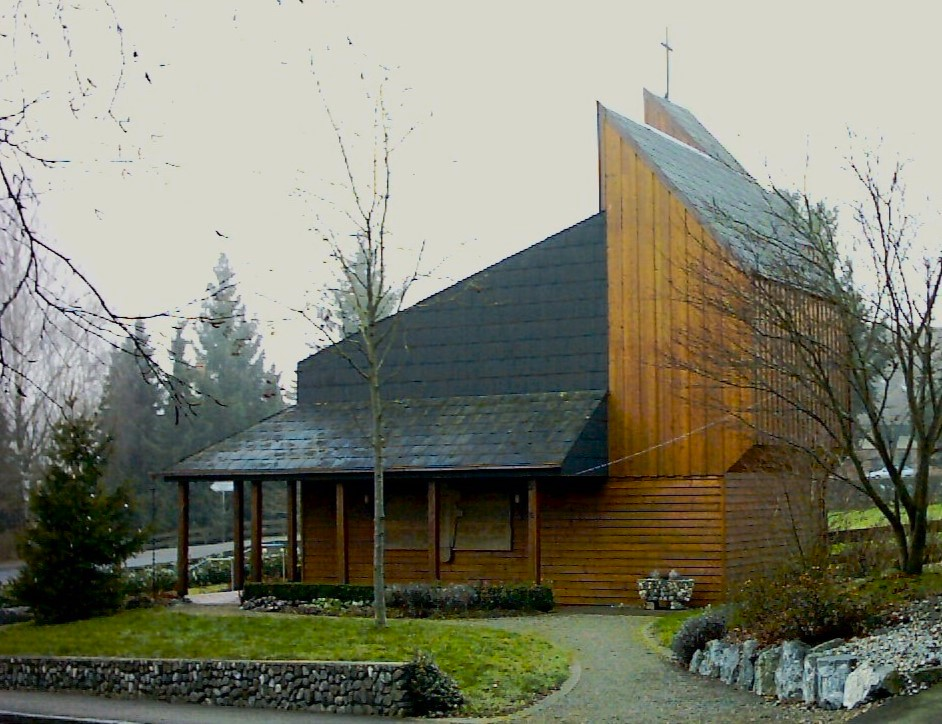
Marienkapelle

## Baubeschreibung
Die neue Kapelle ist vollständig aus Holz errichtet. Die auskragende Chorwand im Westen und die Oberlichter im Osten bilden innen eine Art Lichtschacht, in dem das Kruzifix und der Altar (aus Jurakalk) stehen. Der Kapellenraum mit den naturbelassenen Holzwänden ist auf diese Weise stimmungsvoll indirekt beleuchtet.
Zwei blechbelegte, unterschiedlich steile Dächer schützen den Kapellenraum vor der Witterung. Aus der steilen Dachfläche erhebt sich der Glockenturm mit Schallöffnungen, Uhr und Kreuz.
Von der alten Kapelle wurden das Kruzifix, das Marienbild, der Kreuzweg, zwei Holzleuchter und die Glocke in die neue hölzerne Kapelle übernommen.
Nach 25 Jahren zeigte es sich, dass an der Holzkapelle durch Regen usw. Schäden entstanden waren, die die Erneuerung der Außenverschalung erforderten. Auch die Erneuerung des Außenanstrichs und die Instandhaltung der Außenanlagen sind immer wiederkehrende Aufgaben der Kapellengemeinschaft, was die Eichsteger Bürger erledigen.